# Black Mass
Black Mass is een Amerikaanse actie-misdaadfilm uit 2015 onder regie van Scott Cooper. De film is gebaseerd op het boek Black Mass: The True Story of an Unholy Alliance Between the FBI and the Irish Mob (2001) geschreven door Dick Lehr en Gerard O'Neill.

## Verhaal
De film vertelt het verhaal van James Joseph 'Whitey' Bulger, bendeleider in South Boston en broer van een staatssenator. In opdracht van jeugdvriend en FBI-agent John Connolly verschaft hij informatie over zijn rivalen en verkrijgt op die manier meer macht.

## Rolverdeling
| - Johnny Depp als James Joseph 'Whitey' Bulger - Kevin Bacon als Charles McGuire - Benedict Cumberbatch als William M. 'Billy' Bulger - Joel Edgerton als John Connolly - Jesse Plemons als Kevin Weeks - Sienna Miller als Catherine Greig - Dakota Johnson als Lindsey Cyr - David Harbour als John Morris - Rory Cochrane als Steve Flemmi - Julianne Nicholson als Marianne Connolly | - James Russo als Scott Garriola - Adam Scott als Robert Fitzpatrick - Jeremy Strong als Josh Bond - Brad Carter als John McIntyre - W. Earl Brown als Johnny Martorano - Juno Temple als Deborah Hussey - Corey Stoll als Fred Wyshak - Peter Sarsgaard als Brian Halloran - Erica McDermott als Mary Bulger |

## Productie
Miramax beoogde de verfilming van het boek als eerst, met Ben Affleck en Matt Damon in de hoofdrollen, maar besloot het project te schrappen toen The Departed (2006) werd gemaakt; een andere misdaadfilm over de onderwereld in Boston. In 2009 kwam vervolgens het nieuws dat Jim Sheridan het boek over Whitey Bulger zou verfilmen, maar hij gaf het project uiteindelijk op. In 2011 maakten Affleck en Damon opnieuw plannen om het project te verfilmen, maar het ging wederom niet door. Mark Wahlberg werd in het voorjaar van 2012 uitgenodigd om af te spreken met Whitey Bulger en sprak over een mogelijke verfilming.
In het voorjaar van 2013 werd aangekondigd dat Barry Levinson de film zou regisseren, maar de film kwam vanwege financiële redenen niet van de grond. In januari 2014 nam Scott Cooper de regie van hem over. Johnny Depp werd gecast, maar trok zich aanvankelijk terug vanwege onenigheid over zijn salaris. Tom Hardy werd genoemd als tegenspeler, maar diens beoogde rol ging naar Joel Edgerton. Depp keerde in februari 2014 terug naar het project. In mei dat jaar werd bekendgemaakt dat Benedict Cumberbatch de vervanger is van Guy Pearce, in de rol van Billy Bulger. De draaiperiode ging diezelfde maand van start in Boston en duurde tot 1 augustus 2014.

## Muziek
Op 6 mei 2015 werd door de site 'Film Music Reporter' aangekondigd dat de originele filmmuziek gecomponeerd werd door de Nederlandse multi-instrumentalist Tom Holkenborg, beter bekend als Junkie XL. Deze muziek werd gelijktijdig met de film op een soundtrackalbum uitgegeven door WaterTower Music.